# Cora Stein
Cora Stein heißt eine deutsche Krimiserie in Spielfilmlänge von Sat.1. Autor ist Nils Willbrandt. Die erste Folge wurde am 20. Oktober 2019 von Sat.1 emotions und einen Tag später von Sat.1 ausgestrahlt. Die Auftaktepisode blieb mit weniger als einer Million Zuschauern weit hinter den Erwartungen und der Vorgängersendung Julia Durant, die sie mit besserer Quote ersetzen sollte, zurück. Der Mystery-Thriller wurde in der Folge jeweils ein Mal auf Sat.1 sowie Sat.1 Gold und mehrfach auf Sat.1 emotions wiederholt.

## Handlung
Protagonistin der Serie ist die Berliner Journalistin Cora Stein (Susan Hoecke). Als eine starke, selbstbewusste Frau steht sie mit beiden Beinen im Leben. Sie ist mutig, offen und empathisch und brennt für ihren Job, weshalb sie sich manchmal selbst verliert. Steins erster Fall beginnt mit einer vertauschten Festplatte, auf der unter anderem sie selbst zu sehen ist und die das Bindeglied zwischen ihr und der 22-jährigen Maren Grabow (Luise von Finckh) von gegenüber wird. Die junge Frau interessiert sich ebenfalls für den Journalismus und arbeitet gerade an ihrer ersten Reportage, wobei sie Stein heimlich filmte. Als Cora Maren zur Rede stellen will, findet sie diese mit aufgeschnittenen Pulsadern vor und kann sie gerade noch retten. Neugierig wie Cora ist und da sich auf der Festplatte noch andere Videos unter anderem mit mysteriösen Voodoo-Zeichen befinden, macht sie sich auf, das Rätsel von Marens Recherchen zu lösen.

## Kritik
„eine raffinierte Gratwanderung zwischen Mystery-Film, Thriller, Krimi und Drama, wobei der dramaturgische Reiz des Films in der geschickt montierten Parallelerzählung liegt, in der Stein die Recherchen ihrer Berufskollegin nachvollzieht.“

## Episodenliste
| Nr. | Originaltitel                                 | Erstausstrahlung Deutschland | Regie                | Drehbuch                        |
| --- | --------------------------------------------- | ---------------------------- | -------------------- | ------------------------------- |
| 1 | Das vergessene Dorf – Cora Steins erster Fall | 21. Okt. 2019                | Christiane Balthasar | Astrid Ströher, Nils Willbrandt |
| Stein bekommt eine fremde Festplatte voller Videos auf der u. a. auch sie selbst und mysteriöse Voodoo-Symbole zu finden sind. Als sie der Sache nachgeht, findet sie Maren, die Urheberin der Aufzeichnungen, noch lebend mit aufgeschnittenen Pulsadern in deren Badewanne. Die junge Frau ist eine Kollegin, die Material für eine Reportage gesammelt hat. Bei der Rekonstruktion der Recherche stößt Stein auf eine verkohlte Leiche in der Tiefgarage eines leerstehenden Kaufhauses und ein vergessenes Dorf außerhalb Berlins, in dem sich Pfarrer Kuhn und sein Sohn um Flüchtlinge kümmern und in dem Voodoo-Praktiken betrieben werden. Maren hatte sich dort mit einer Frau aus Benin angefreundet. Die Afrikanerin hat vor irgendetwas große Angst. |                                               |                              |                      |                                 |